# Tahometar
Tahometar je mjerni instrument za mjerenje brzine vrtnje osovine, vratila ili nekoga drugog rotirajućeg tijela. Jedna vrsta tahometra mjeri električni napon što ga proizvodi električni generator priključen na vratilo (tahogenerator), a koji je razmjeran (proporcionalan) broju okretaja u minuti. Druga vrsta radi na načelu vrtložnih struja, pri čem okretni (rotirajući) stalni magnet zakreće metalnu ploču pridržavanu oprugom, u kojoj je proizvedena sila mjera brzine vrtnje. Danas prevladavaju digitalni tahometri koji brzinu vrtnje mjere brojanjem magnetskih ili optičkih impulsa što ih naprava na vratilu proizvede pri svakom okretaju u jedinici vremena (pretvornik pomaka). Ručni tahometar izveden je tako da se može prisloniti na osovinu, s koje se preko kotačića prenosi brzina vrtnje na mjerni instrument. Ugrađeni tahometri koriste se za mjerenje brzine vrtnje vratila električnih strojeva ili motora vozila, ili su dio uređaja za mjerenje brzine samoga vozila, pa se katkad tahometar poistovjećuje s brzinomjerom. Tahometri mogu biti mehanički, elektromehanički, električni i laserski. 
Za mjerenje kutne brzine (ili broja okretaja) koriste se tahogeneratori koji rade kao istosmjerni ili izmjenični, a to su mali električni generatori koji stvaraju (generiraju) napon (istosmjerni ili izmjenični) razmjeran (proporcionalan)  brzini vrtnje. Ako se koristi tahogenerator izmjeničnog napona, električni napon električne zavojnice može se mjeriti preko kliznih prstenova, iako je dosta pogodnije koristiti tahogenerator istosmjernog napona. Tahogeneratori ne induciraju veliki električni napon, otprilike 10 V po 1000 okretaja u minuti. Zato što su stalno priključeni na osovinu, njihova ugradnja je zahtjevna i složeni, jer su izloženi stalnim vibracijama. Zbog vibracija dolazi do neželjenog šuma koji može utjecati na točnost očitavanja brzine vrtnje. Postoje dvije skupine izmjeničnih tahogeneratora, a to su sinkroni i asinkroni. Sinkronima je amplituda izmjeničnog signala razmjerna brzini vrtnje, a asinkronima je amplituda i frekvencija izmjeničnog signala razmjerna brzini vrtnje. 

## Brzinomjer
Brzinomjer je mjerni instrument ili uređaj za mjerenje brzine. U cestovnim i željezničkim vozilima mjeri se brzina vrtnje osovine tahometrom. Brodski brzinomjer (kadšto log, prema engleskom nazivu za komad drva koji bi se bacio u vodu, te se brzina broda određivala na osnovi vremena potrebnoga da drvo prevali udaljenost od pramca do krme) različite je konstrukcije, od jednostavnoga do onoga što brzinu mjeri mjernim vijkom uronjenim u vodu, koji okretanjem registrira prijeđeni put u određeno vrijeme ili inducira električni napon, zatim na temelju razlike hidrodinamičkog i hidrostatičkog tlaka te Dopplerova učinka. Brzina zrakoplova određuje se iz razlike zaustavnog (Pitotova cijev) i statičkog tlaka zraka mjerena s pomoću Prandtlove cijevi.

## Vanjske poveznice
|  | Zajednički poslužitelj ima još gradiva o temi Tahometar |